# Die My Love
Die My Love è un film del 2025 diretto da Lynne Ramsay.
Adattamento cinematografico del romanzo del 2012 Ammazzati amore mio di Ariana Harwicz, ha per protagonisti Jennifer Lawrence e Robert Pattinson. Ha concorso al 78º Festival di Cannes.

## Trama
In una zona remota del Montana, una donna lotta per mantenere la propria salute mentale a causa della depressione post-partum e la fine del suo matrimonio.

## Produzione
Nel novembre 2022, vengono confermate Jennifer Lawrence nel ruolo della protagonista e Lynne Ramsay alla regia. Nel luglio 2024, Robert Pattinson viene annunciato come co-protagonista e le riprese iniziano il 19 agosto 2024 a Calgary, in Canada, e si concludono il 16 ottobre. Il film è prodotto da Martin Scorsese, Andrea Calderwood e la Excellent Cadaver, casa di produzione cinematografica della stessa Lawrence e Justine Ciarrocchi.

## Promozione
Le prime immagini del film sono state diffuse nel novembre 2024, mentre la prima clip il 15 maggio 2025.

## Distribuzione
Il film è stato presentato in anteprima il 17 maggio 2025 al 78º Festival di Cannes. I diritti di distribuzione per diversi Paesi, tra cui l'Italia e gli Stati Uniti, sono stati acquistati a Cannes da MUBI per 24 milioni di dollari.

## Accoglienza
L'aggregatore di recensioni Rotten Tomatoes riporta un indice di gradimento dell'83%.
In Italia, il film ha ricevuto un'accoglienza critica contrastata: Mauro Donzelli su Coming soon assegna due stelle e mezzo su cinque scrivendo che "Ramsay sceglie di premere costantemente sull’acceleratore del dramma, evita alleggerimenti o cambi di tono, imprime un senso di violenza costante palpabile", Teo Youssoufian su CineFacts.it invece esalta molto il film descrivendolo "una sinfonia disturbante e feroce sulla maternità, l’alienazione e la furia di esistere, un'esperienza cinematografica che coinvolge i sensi in profondità e mescola la realtà, il delirio e la depressione post-partum."; mentre la critica cinematografica Chiara Zuccari su Sentieri Selvaggi dà quattro stelle su cinque trovando che il film "si muove tra Malick e Polanski, con una Jennifer Lawrence strabiliante che getta uno sguardo lucidissimo sulle ombre della maternità".

## Riconoscimenti
- 2025 – Festival di Cannes[8]
  - In concorso per la Palma d'oro